# Замкнутий (Доктор Хаус)
«Замкнутий» (англ. Locked In)  — дев'ятнадцята серія п'ятого сезону американського телесеріалу «Доктор Хаус». Прем'єра епізоду проходила на каналі FOX 30 березня 2009. Доктор Хаус і його нова команда мають врятувати майже мертвого чоловіка, але мозок якого ще працює.

## Сюжет
У чужій лікарні Хаус дізнається про пацієнта, показники якого вказують на смерть мозку, проте Лі ще може кліпати очима, тим самим відповідаючи на питання. Лікарі пацієнта кажуть, що він потрапив в аварію на велосипеді. Оглянувши тіло Хаус розуміє, що Лі і не намагався пом'якшити падіння, що означає, що не аварія спричинила ушкодження мозку. Команда прибуває до лікарні. Тринадцята вважає, що у нього пухлина мозку. Команда робить МРТ з контрастом, але воно нічого не дає. Хаус впевнений, що у чоловіка пухлина, а лікар вважає, що це інфекція. Згодом ліки від інфекції викликають у пацієнта напад і Хаус забирає його до своєї лікарні. Тауб і Катнер помічають у сечі кров і Хаус наказує провести біопсію мозку. Проте під час неї пацієнт втрачає здатність кліпати. Команда не знає як його лікувати, а Тауб вигадує новий спосіб спілкування. Він одягає на голову Лі апарат, який підключається до його мозку. Апарат підключений до монітору і коли пацієнт подумки піднімає курсор на екрані, апарат передає сигнал і курсор дійсно піднімається.
Завдяки новому способу спілкування Хаус дізнається, що чоловік не був у Сент-Луїсі, хоча казав своїй дружині, що їздив туди. Згодом команда дізнається, що Лі ночував у свого друга. Його дружина дає адресу і команда перевіряє будинок Дейва (друга Лі). У підвалі Тауб і Катнер знаходять папери, які вказують на те, що пацієнт працював прибиральником на фабриці. Відвідавши її вони знаходять велику кількість важкого металу. Команда починає виведення металу з організму, але невдовзі Тринадцята помічає у чоловіка виразковий кератит, що спростовує версію з отруєнням. Кемерон пропонує зробити пункцію, якщо вона покаже нейтрофіли — варецела, а якщо лімфоцити — хвороба Бехчета. Проте під час пункції трапляється зупинка серця. По апарату команда розуміє, що у Лі свербіж у правій ступні. Хаус знає, що це вказує на смерть печінки. Форман думає, що у пацієнта склерозерувальний холангіт.
Команда робить біопсію. В розмові Тринадцята каже, що при зміні катетера на її браслет потрапила сеча, а зараз на тому місці висип. Катнер розуміє, що у підвалі друга Лі могли жити пацюки, які викликали у чоловіка лептоспіроз. Аналіз підтверджує версію Катнера, команда починає лікування і пацієнт повертає змогу рухатись.